# Chuyến bay 213 của Bhoja Air
Chuyến bay 213 của Bhoja Air là một chuyến bay thường lệ nội địa vận hành bởi hãng hàng không Pakistan Bhoja Air. Ngày 20 tháng 4 năm 2012, chiếc máy bay Boeing 737-236 bay từ sân bay quốc tế Jinnah, Karachi, máy bay đã mất liên lạc với tháp kiểm soát lúc 18 giờ 40 phút và đã rơi trong thời tiết xấu khi đang tiếp cận sân bay quốc tế Benazir Bhutto, Islamabad. Tất cả 121 hành khách và 6 phi hành đoàn trên máy bay đều thiệt mạng. Đây tai nạn hành không thảm khốc thứ nhì ở Pakistan  sau vụ rơi của chuyến bay 202 của Airblue năm 2010 khiến 152 người trên máy bay thiệt mạng. Đây là vụ tai nạn máy bay Boeing 737 có số lượng tử vong cao thứ tư..

## Chiếc máy bay
Chiếc máy bay bị nạn là Boeing 737-236, đăng ký AP-BKC, msn 23167. Chiếc máy bay bay lần đầu vào ngày 13 tháng 12 năm 1984 và phục vụ cho hãng British Airways và Comair. Chiếc máy bay được mua từ Shaheen Air, cũng vận hành trong đội bay gồm những chiếc máy bay tương tự.

## Tai nạn
Chiếc máy bay đang thực hiện một chuyến bay theo lịch trình trong nước từ sân bay quốc tế Jinnah, Karachi đến sân bay quốc tế Benazir Bhutto, Islamabad, đó là chuyến bay đầu tiên của hãng hàng không trên tuyến đường bay này. Có sáu phi hành đoàn và 121 hành khách (trong đó có 11 trẻ em) trên tàu. chuyến bay khởi hành từ Karachi vào hồi 17:00 giờ địa phương (12:00 UTC) và theo lịch trình sẽ hạ cánh ở Islamabad hồi 18:50 (13:50 UTC). Lúc 18:40, máy bay rơi 10 kilômét (6,2 mi) trước khi đến nơi, gần làng Hussain Abad. Những người chứng kiến nói rằng máy bay có thể đã bị sét đánh trước khi rơi, mô tả như một "quả cầu lửa". Tất cả 127 người trên máy bay đều thiệt mạng. Việc hạ cánh đã được thực hiện trong mưa lớn và sấm sét.[Note 1]
Sân bay bị đóng cửa trong ba giờ sau tai nạn do thiếu thiết bị chống cháy. Các đội khẩn cấp tại sân bay được điều đến địa điểm tai nạn để hỗ trợ các hoạt động chữa cháy. Các chuyến bay bị ảnh hưởng bởi việc đóng cửa sân bay đã được chuyển hướng đến sân bay quốc tế Allama Iqbal, Lahore. Tai nạn xảy ra trong một khu dân cư, may mắn không có thương vong trên mặt đất.

## Hành khách và phi hành đoàn
Một nạn nhân là người Mỹ còn toàn bộ nạn nhân khác là công dân Pakistan.
| Quốc tịch | Tử vong    | Tử vong       | Tổng |
| Quốc tịch | Hành khách | Phi hành đoàn | Tổng |
| --------- | ---------- | ------------- | ---- |
| Pakistan  | 120        | 6             | 126  |
| Hoa Kỳ    | 1          | 0             | 1    |
| Tổng      | 121        | 6             | 127  |